# Lac de Modrac
Le lac de Modrac (en bosnien : Modračko jezero), encore appelé lac de Spreča, est un lac de retenue situé en Bosnie-Herzégovine, sur la rivière Spreča. Il est situé au nord-est de la municipalité de Lukavac et à quelques kilomètres au sud-ouest de la ville de Tuzla.

## Histoire
Le lac de Modrac a été créé en 1964, à la suite de la construction d'un barrage sur la rivière Spreča, à la hauteur du village de Modrac, dans les faubourgs de la ville de Lukavac. Il était destiné à alimenter en eau les installations industrielles de Tuzla et de Živinice.

## Caractéristiques
Le lac de Modrac est un des plus grands lacs réservoirs de l'ex-Yougoslavie. Alimenté par les rivières Spreča et Turija, il s'étend sur 17 km2. Il mesure 1,6 km de large et 11 km de long et sa profondeur maximale est de 20 m. Outre son utilité pour l'industrie, il permet aussi d'irriguer des terres et a offert des possibilités pour le développement du tourisme.

## Faune
Jusqu'en 1985, le lac abritait de nombreuses espèces de poissons, dont la brème, la carpe, le brochet et le poisson chat. En revanche, de 1980 à 1995, la faune a souffert du développement de l'industrie. Après la fin de la guerre de Bosnie-Herzégovine, la population piscicole du lac a pris un nouvel essor.